# Oecophylla megarche
Oecophylla megarche é uma espécie de formiga do gênero Oecophylla, pertencente à subfamília Formicinae.